# Västå

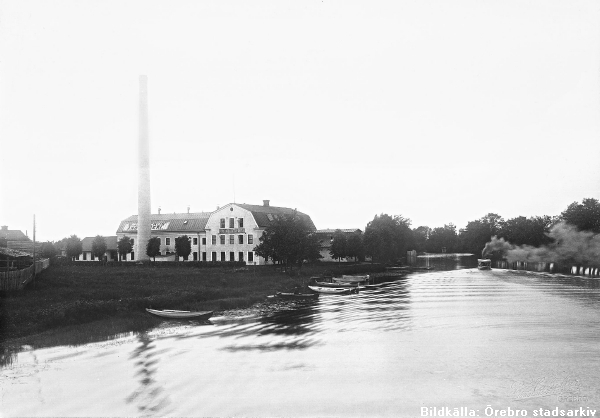
Elgérus ångtvätteri och kemiska tvättanstalt, Västå, vid Svartån. Kortet taget från Hagabron år 1903.

Västå är ett område i Örebro nära Hagabron. Det begränsas i norr av Svartåns södra strand, i söder av Svartåbanan och i väster av Örnsro, tidigare Myrö utjord . Myrö utjord började vid nuvarande Åbylundsgatan, varför Västå-kvarteren åtminstone från början sträckte sig dit.

## Åbackelyckan
Dåvarande Örebro stad kom i besittning av området efter reformationen. Prosten i Örebro hade länge området som lönejord, men 1835 köpte garvaremästare Anders Ulric Ågren ett område som kallades Åbackelyckan av arvingarna efter kamrerskan Bagge. En garveriverksamhet etablerades här.

## Krutlyckan och Westå
Fabrikör Daniel Julius Elgérus köpte 1860 området Krutlyckan och 1871 förvärvade han även Åbackelyckan, varefter han döpte hela området till Westå. Här uppförde han 1875 en fabrik för tvätt, färgning och blekning av textilier samt arbetarbostäder. 
År 1909 köpte Israel Eriksson, innehavare av Bröderna Erikssons Mek. Snickerifabrik, området (se: Haga, Örebro) och året därpå flyttade han dit sin snickerifabrik med tillhörande brädgårdar. Fabriken brann ner år 1937 och en ny snickerifabrik uppfördes då i det näraliggande Örnsro.

## Västå efter sekelskiftet 1900
På grund av stadens snabba tillväxt fanns kring sekelskiftet 1900 ett behov av nya bostads- och industriområden. Redan på 1880-talet hade Stadsfullmäktige börjat planera för nya områden utanför den dåvarande stadskärnan. Stadsplanen för Väståområdet fastställdes av Kunglig Majestät samtidigt med planen för Söder, den 11 mars 1904 .

### Hagabrohus
Bröderna Eriksson lät år 1945-47 uppfördes sex punkthus om vardera 5 våningar. Området kallas Hagabrohus. Arkitekt var Albin Stark, Stockholm. Vid ingången till området finns fortfarande den gamla snickerifabrikens träportal, på vilken berättas om områdets historia.

### Väståparken
Väståparken är park inom Väståområdet, belägen vid södra sidan av Svartån, invid Hagabron. På andra sidan ån ligger Hagaparken. I Väståparken finns badplatsen Väståbadet.

### Industrier i Västå
Örebro näst äldsta skofabrik, Örnen, låg vid Ånstagatan 6-8. Den grundades 1896 och var verksam till början av 1970-talet. Skofabriken Svea startades 1903 och låg vid Åbackegatan. Huset revs 1972.

### Webbkällor
- Örebro kommun